# یلوه خال‌چشمی
یلوه خال‌چشمی(نام علمی: Micropygia schomburgkii) نام یک گونه از تیره یلوگان است.